# Hedychium chayanianum
Hedychium chayanianum är en enhjärtbladig växtart som beskrevs av Wongsuwan. Hedychium chayanianum ingår i släktet Hedychium och familjen Zingiberaceae. Inga underarter finns listade i Catalogue of Life.